# Make Haste to Live
Make Haste to Live (br: Ódio que não Perdoa) é um filme noir estadunidense de 1954 dirigido por William A. Seiter e estrelado por Dorothy McGuire e Stephen McNally.

## Elenco
- Dorothy McGuire como Crystal Benson
- Stephen McNally como Steve
- Mary Murphy como Randy Benson
- Edgar Buchanan como Xerife
- John Howard como Josh
- Ron Hagerthy como Hack
- Pepe Hern como Rodolfo Gonzales
- Eddy Waller como Spud Kelly
- Carolyn Jones como Mary Rose

## Recepção
Bosley Crowther, do The New York Times, escreveu: "O roteiro de Warren Duff é banal e a direção de William A. Seiter é maçante. Nenhum desempenho do elenco é empolgante. Apenas Edgar Buchanan como xerife parece ligeiramente real".